# Commissione Lavoro pubblico e privato, previdenza sociale del Senato della Repubblica
La Commissione permanente 11ª Lavoro pubblico e privato, previdenza sociale è stata un organo del Senato della Repubblica italiana. A partire dalla XIX legislatura è stata accorpata alla commissione 12ª Igiene e sanità per costituire la nuova commissione 10ª Affari sociali, sanità, lavoro pubblico e privato, previdenza sociale.

## Composizione
La Commissione era composta da circa 25 senatori (di cui due segretari, due vicepresidenti e un presidente) scelti in modo omogeneo tra i componenti del Senato della Repubblica, in modo da rispecchiarne le forze politiche presenti. Essi erano scelti dai gruppi parlamentari (e non dal Presidente, come invece accade per l'organismo della Giunta parlamentare): per la nomina dei membri ciascun Gruppo, entro cinque giorni dalla propria costituzione, procedeva, dandone comunicazione alla Presidenza del Senato, alla designazione dei propri rappresentanti nelle singole Commissioni permanenti.
Ogni senatore chiamato a far parte del governo o eletto presidente della Commissione era, per la durata della carica, sostituito dal suo gruppo nella Commissione con un altro senatore, che continuava ad appartenere anche alla Commissione di provenienza. Tranne in rari casi nessun Senatore poteva essere assegnato a più di una Commissione permanente. Le Commissioni permanenti erano rinnovate dopo il primo biennio della legislatura ed i loro componenti potevano essere confermati, ma i gruppi parlamentari potevano cambiare i propri membri autonomamente in qualsiasi momento, sostituendoli, aggiungendoli o rimuovendoli, modificando di conseguenza anche il numero totale dei componenti della Commissione.

## Presidenti
| N°                                                | Presidente     | Presidente                        | Presidente                     | Gruppo parlamentare                                                                            | Mandato           | Mandato           | Legislatura    |
| N°                                                | Presidente     | Presidente                        | Presidente                     | Gruppo parlamentare                                                                            | Inizio            | Fine              | Legislatura    |
| ------------------------------------------------- | -------------- | --------------------------------- | ------------------------------ | ---------------------------------------------------------------------------------------------- | ----------------- | ----------------- | -------------- |
| 10ª Lavoro, Emigrazione, Previdenza Sociale       |                |                                   |                                |                                                                                                |                   |                   |                |
| 1                                                 |                |                                   | Cino Macrelli (1887–1963)      | Repubblicano                                                                                   | 17 giugno 1948    | 24 giugno 1953    | I (1948)       |
| 2                                                 |                |                                   | Cristoforo Pezzini (1892–1987) | Democratico Cristiano                                                                          | 28 luglio 1953    | 11 giugno 1958    | II (1953)      |
| 2                                                 | 10 luglio 1958 | 1º aprile 1960                    | Cristoforo Pezzini (1892–1987) | Democratico Cristiano                                                                          | III (1958)        |                   |                |
| 3                                                 |                |                                   | Cesare Angelini (1901–1974)    | Democratico Cristiano                                                                          | III (1958)        | 25 luglio 1960    | 27 luglio 1960 |
| 4                                                 |                |                                   | Carlo Grava (1892–1967)        | Democratico Cristiano                                                                          | III (1958)        | 7 ottobre 1960    | 15 maggio 1963 |
| 5                                                 |                |                                   | Domenico Macaggi (1891–1969)   | Partito Socialista Italiano                                                                    | 5 luglio 1963     | 14 ottobre 1964   | IV (1963)      |
| 6                                                 |                |                                   | Simone Gatto (1911–1976)       | Partito Socialista Italiano (1964-1966) Misto (1966-1967)                                      | 22 ottobre 1964   | 6 luglio 1967     | IV (1963)      |
| 7                                                 |                |                                   | Franco Tedeschi (1922–2006)    | Partito Socialista Italiano                                                                    | 18 luglio 1968    | 28 gennaio 1969   | V (1968)       |
| 8                                                 |                |                                   | Gaetano Mancini (1923–2012)    | Partito Socialista Italiano                                                                    | 20 febbraio 1969  | 30 settembre 1971 | V (1968)       |
| 11ª Lavoro, emigrazione, previdenza sociale       |                |                                   |                                |                                                                                                |                   |                   |                |
| -                                                 |                |                                   | Gaetano Mancini (1923–2012)    | Partito Socialista Italiano                                                                    | 1º ottobre 1971   | 24 maggio 1972    | V (1968)       |
| 9                                                 |                |                                   | Vittorio Pozzar (1919–2005)    | Democratico Cristiano                                                                          | 11 luglio 1972    | 4 luglio 1976     | VI (1972)      |
| 10                                                |                |                                   | Dionigi Coppo (1921–2003)      | Democratico Cristiano                                                                          | 27 luglio 1976    | 23 settembre 1976 | VII (1976)     |
| 11                                                |                |                                   | Onorio Cengarle (1923–2007)    | Democratico Cristiano                                                                          | 30 settembre 1976 | 19 giugno 1979    | VII (1976)     |
| 11                                                | 11 luglio 1979 | 22 luglio 1981                    | Onorio Cengarle (1923–2007)    | Democratico Cristiano                                                                          | VIII (1979)       |                   |                |
| 12                                                |                |                                   | Mario Toros (1922–2018)        | Democratico Cristiano                                                                          | VIII (1979)       | 23 luglio 1981    | 11 luglio 1983 |
| 13                                                |                |                                   | Gino Giugni (1927–2009)        | Partito Socialista Italiano                                                                    | 11 agosto 1983    | 1º luglio 1987    | IX (1983)      |
| 11ª Lavoro, previdenza sociale                    |                |                                   |                                |                                                                                                |                   |                   |                |
| -                                                 |                |                                   | Gino Giugni (1927–2009)        | Partito Socialista Italiano                                                                    | 5 agosto 1987     | 22 aprile 1992    | X (1987)       |
| -                                                 | 17 giugno 1992 | 3 maggio 1993                     | Gino Giugni (1927–2009)        | Partito Socialista Italiano                                                                    | XI (1992)         |                   |                |
| 14                                                |                |                                   | Luigi Covatta (1943–2021)      | Partito Socialista Italiano                                                                    | XI (1992)         | 20 maggio 1993    | 14 aprile 1994 |
| 15                                                |                |                                   | Carlo Smuraglia (1923–)        | Progressisti - Federativo                                                                      | 1º giugno 1994    | 8 maggio 1996     | XII (1994)     |
| 15                                                |                | Democratici di Sinistra - l'Ulivo | Carlo Smuraglia (1923–)        | 5 giugno 1996                                                                                  | 29 maggio 2001    | XIII (1996)       |                |
| 16                                                |                |                                   | Tomaso Zanoletti (1944–)       | Unione dei democratici cristiani e dei democratici di centro (CCD-CDU)                         | 26 giugno 2001    | 27 aprile 2006    | XIV (2001)     |
| 17                                                |                |                                   | Tiziano Treu (1939–)           | Partito Democratico-L'Ulivo                                                                    | 6 giugno 2006     | 28 aprile 2008    | XV (2006)      |
| 18                                                |                |                                   | Pasquale Giuliano (1942–)      | Il Popolo della Libertà                                                                        | 22 maggio 2008    | 14 marzo 2013     | XVI (2008)     |
| 19                                                |                |                                   | Maurizio Sacconi (1950–)       | Il Popolo della Libertà (2013) Alternativa Popolare - Centristi per l'Europa - NCD (2013-2018) | 7 maggio 2013     | 22 marzo 2018     | XVII (2013)    |
| 11ª Lavoro pubblico e privato, previdenza sociale |                |                                   |                                |                                                                                                |                   |                   |                |
| 20                                                |                |                                   | Nunzia Catalfo (1967–)         | Movimento 5 Stelle                                                                             | 21 giugno 2018    | 4 settembre 2019  | XVIII (2018)   |
| 21                                                |                |                                   | Susy Matrisciano (1975–)       | Movimento 5 Stelle                                                                             | 5 febbraio 2020   | 12 ottobre 2022   | XVIII (2018)   |

## Procedure
La Commissione veniva convocata per la prima volta dal presidente del Senato per procedere alla propria costituzione. L'Ufficio di Presidenza della Commissione, integrato dai rappresentanti dei gruppi, predisponeva il programma e il calendario dei lavori, che erano stabiliti in modo da assicurare l'esame in via prioritaria dei disegni di legge e degli altri argomenti compresi nel programma e nel calendario dell'Assemblea. Quando la discussione di un determinato argomento, anche non compreso nel programma, fosse stata richiesta da almeno un quinto dei componenti della Commissione, l'inserimento nell'ordine del giorno in tempi brevi era rimesso all'Ufficio di Presidenza della Commissione stessa. Al termine di ciascuna seduta, di norma, il presidente della Commissione annunciava la data, l'ora e l'ordine del giorno della seduta successiva e veniva di conseguenza stampato e pubblicato l'ordine del giorno.